# Berezanka
Berezanka (ukrainien : Березанка, russe : Береза́нка) est une commune urbaine de l'oblast de Mykolaïv, en Ukraine. Elle compte 2 712 habitants en 2024.